# AIV-foder
AIV-foder är en typ av djurfoder som ensilerats med hjälp av en särskild blandning av syror, AIV-syra eller AIV-lösning. Metoden för att framställa AIV-foder patenterades 1932 av sin konstruktör, den finske forskaren inom näringslära Artturi Virtanen; med initialerna A.I.V.. 1945 fick denne Nobelpriset i kemi, främst för AIV-fodret. Metoden är idag utkonkurrerad av andra former av ensilage, men AIV-metoden används fortfarande i länder där problemet med djurfoder för vintern är svårlöst.
AIV-syran består av utspädd svavelsyra och saltsyra, och med hjälp av detta når ensilaget ett pH under 4. Metoden användes framför allt på vallväxter och blast från rotfrukter. I Sverige infördes metoden i början av 1930-talet. Särskilt under krigsåren sågs metoden som ett bättre sätt att ta tillvara fodrets protein, än att torka gräset till hö. I de metoder som ersatte AIV-ensileringen används svagare syror, såsom myrsyra. Sedan 1960-talet säljs inte längre AIV-syra kommersiellt i Sverige.